# 502. pehotni polk (Wehrmacht)
Za druge 502. polke glejte 502. polk.
502. pehotni polk (izvirno nemško Infanterie-Regiment 502) je bil eden izmed pehotnih polkov v sestavi redne nemške kopenske vojske med drugo svetovno vojno.

## Zgodovina
Polk je bil ustanovljen 6. februarja 1940 kot polk 8. vala v Munsterlagerju iz II. bataljona 220. in II. bataljona 39. pehotnega polka; polk je bil dodeljen 290. pehotni diviziji. 
3. novembra 1940 je bil III. bataljon izvzet iz sestave in dodeljen 696. pehotnemu polku; bataljon je bil nadomeščen.
15. oktobra 1942 je bil polk preimenovan v 502. grenadirski polk.